# Katsunobu Katō
Pour les articles homonymes, voir Kato.
Katsunobu Katō (加藤 勝信, Katō Katsunobu), né le 22 novembre 1955 à Tokyo, est un homme politique japonais. 
Membre du Parti libéral-démocrate, il est Secrétaire général du Cabinet de 2020 à 2021.
Il est ministre de la Santé, du Travail et des Affaires sociales de 2017 à 2018, de 2019 à 2020 et de 2022 à 2023.
En septembre 2024, à la suite de la démission de Fumio Kishida de la présidence du PLD, Kato est candidat à sa succession et donc au poste de Premier Ministre du Japon. Il s'oppose notamment à Yōko Kamikawa, Sanae Takaichi, Yoshimasa Hayashi, Shigeru Ishiba et Shinjirō Koizumi,. Sa candidature est soutenue, entre autres, par Toshiko Abe, Kimi Onoda, Akiko Honda, Hanako Jimi et Natsumi Higa.